# 今世說
《今世說》，清代王晫撰。

## 歷史沿革
王晫仿照《世說新語》體例寫《今世說》，人物近400人，計450條，記載清初文士、達官顯要的逸闻趣事。毛際可《〈今世說〉序》稱：“殷、劉、王、謝之風韻情致，皆於《世説》中呼之欲出，蓋筆墨靈雋，得其神似。”

## 內容主旨
《今世說》亦載王晫自己的言行24例，如《今世說》卷一“德行”中自稱“博学擅才藻，一时名声满江左”；或借他人之口，說“与丹麓处，如澹对黄花，使人幽赏”；“读丹麓片言只字，如口敢梅腊，可以香口”；“王丹麓精鉴朗识，如冰壶映物，无不澄澈”，但在「例言」又自稱“至晫平生，本无足录，向承四方诸先生赠言，颇多奖借，同人即为节取一二，强列集中，实增愧恧。”。